# Зунская долина
Зунская долина (нидерл. Zuunvallei) — заповедник, расположенный в коммуне Синт-Питерс-Леув (Лион-Сен-Пьер) на западе провинции Фламандский Брабант, Фландрия, Бельгия. Управляющая организация — Натурпунт ВЗВ, при содействии Фламандского правительства и муниципалитета Синт-Питерс-Леу. Площадь поверхности 14 га 15 а. Расположен в природном регионе Пайоттенланд. Делится на три микрорегиона: Старый Зун, Вользембрук и Баесберг. Старый Зун представляет собой обширный луг, Вользембрук — топкую низину, где гнездятся многие птицы. Баесберг — это живописный крутой холм, высотой 100 метров над уровнем моря и широким южным склоном, у подножия которого имеется родник и роща. В заповеднике обитают бекас, кулики, шотландская куропатка, малая поганка, широконоска, дикие гуси, совы. Множество растений и насекомых.